# Le Guéridon (Braque, New York)
Pour les articles homonymes, voir Guéridon (homonymie).
Le Guéridon (1928) est une œuvre de Georges Braque, réalisée en novembre 1928. C'est le premier tableau d'une série de Guéridons qui auront tous plus ou moins un titre identique, une série qu'il poursuivra jusqu'en 1952 et qui comprend notamment Le Guéridon (SFMOMA), musée d'art moderne de San Francisco, Le Grand Guéridon (intitulé également La Table ronde), huile sur toile, The Phillips Collection, qui est la toile la plus imposante de la série selon Bernard Zurcher, et Le Guéridon rouge, commencé en 1939, révisé jusqu'en 1952, Centre Pompidou.

## Historique
Ce tableau, localisé au Museum of Modern Art de New York par Bernard Zurcher, et Jean Leymarie reste introuvable sur le site du MoMA. Il est toutefois considéré comme un tournant important dans l'inspiration de Georges Braque qui se déclare lui-même comme étant à « un âge dangereux » (il a 46 ans), mais qui se lance malgré tout dans une nouvelle voie. 1928 est aussi l'année où l'architecte d'origine américaine Paul Nelson, avec lequel il a beaucoup visité Varengeville-sur-Mer, lui montre le plan de la maison que Braque voulait y construire, et que l'architecte achève en 1931?. À partir des Guéridons, Braque semble avoir « basculé sa peinture à la verticale. »
Braque avait déjà en tête ce motif pendant sa période dite du cubisme analytique. Le Guéridon 1911 (Guéridon) porte déjà ce titre au milieu de multiples compositions cubistes sur le thème des instruments de musique. On pourrait aussi considérer ce Guéridon 1911 (Guéridon), huile sur toile, 41 × 31 cm, et l'autre Guéridon 1911, huile sur toile, 116,5 × 81,5 cm, Centre national d'art et de culture Georges-Pompidou, comme les tout premiers dune série abandonnée et reprise seulement en 1928

## Description
Avec Le Guéridon (1928), Braque inaugure ses tables presque toutes traitées en hauteur et en minceur. Un style qu'il reproduit par la suite avec ses autres toiles sur le même thème, à l'exception du Le Grand Guéridon de la Phillips Collection. Comme dans presque tous les Guéridons, une guitare figure sur le côté gauche. La guitare est le motif récurrent de toute la peinture de Georges Braque.
Le Guéridon de 1928 inaugure un style nouveau : « La dialectique des formes naturalistes et abstraites prend une ampleur nouvelle, présentant un étagement des objets en hauteur et sur des plans frontaux, dont le déploiement masque en partie le guéridon lui-même. »
Deux grands rectangles l'un bleu, l'autre noir, s'opposent de part et d'autre d'un ligne fictive, évoquant les panneaux articulés que le peintre utilisait dans son atelier pour masquer les murs. Tous les guéridons présentent cette disposition de rectangles « en fond », de couleur variable selon le tableau. Ceux du Grand Guéridon sont vert et vert, ceux du Guéridon de San Francisco sont orange et brun, ceux du Guéridon rouge sont marron et vert. Au lieu d'opérer un contraste avec un fond neutre et discret, les objets du guéridon s'étalent sur une surface plus large qu'ils débordent. Dans cette toile comme dans les suivantes de la série, les couleurs gaies, limpides, voire éclatantes, succèdent aux couleurs grisées des dix années précédentes.